# Chanal, Mexiko
Chanal är en ort i Mexiko.   Den ligger i kommunen Chanal och delstaten Chiapas, i den sydöstra delen av landet, 800 km öster om huvudstaden Mexico City. Chanal ligger 2 084 meter över havet och antalet invånare är 7 008.
Terrängen runt Chanal är huvudsakligen kuperad, men den allra närmaste omgivningen är platt. Runt Chanal är det glesbefolkat, med 16 invånare per kvadratkilometer. Chanal är det största samhället i trakten. I omgivningarna runt Chanal växer huvudsakligen savannskog.